# Chrysoblephus
Chrysoblephus – rodzaj morskich ryb z rodziny prażmowatych.

## Zasięg występowania
Wokół południowych wybrzeży Afryki w zachodnim Oceanie Indyjskim i południowo-wschodnim Oceanie Atlantyckim.

## Klasyfikacja
Gatunki zaliczane do tego rodzaju:
- Chrysoblephus anglicus
- Chrysoblephus cristiceps - pagrus tęczowy[potrzebny przypis]
- Chrysoblephus gibbiceps - pagrus kapski[potrzebny przypis]
- Chrysoblephus laticeps
- Chrysoblephus lophus
- Chrysoblephus puniceus

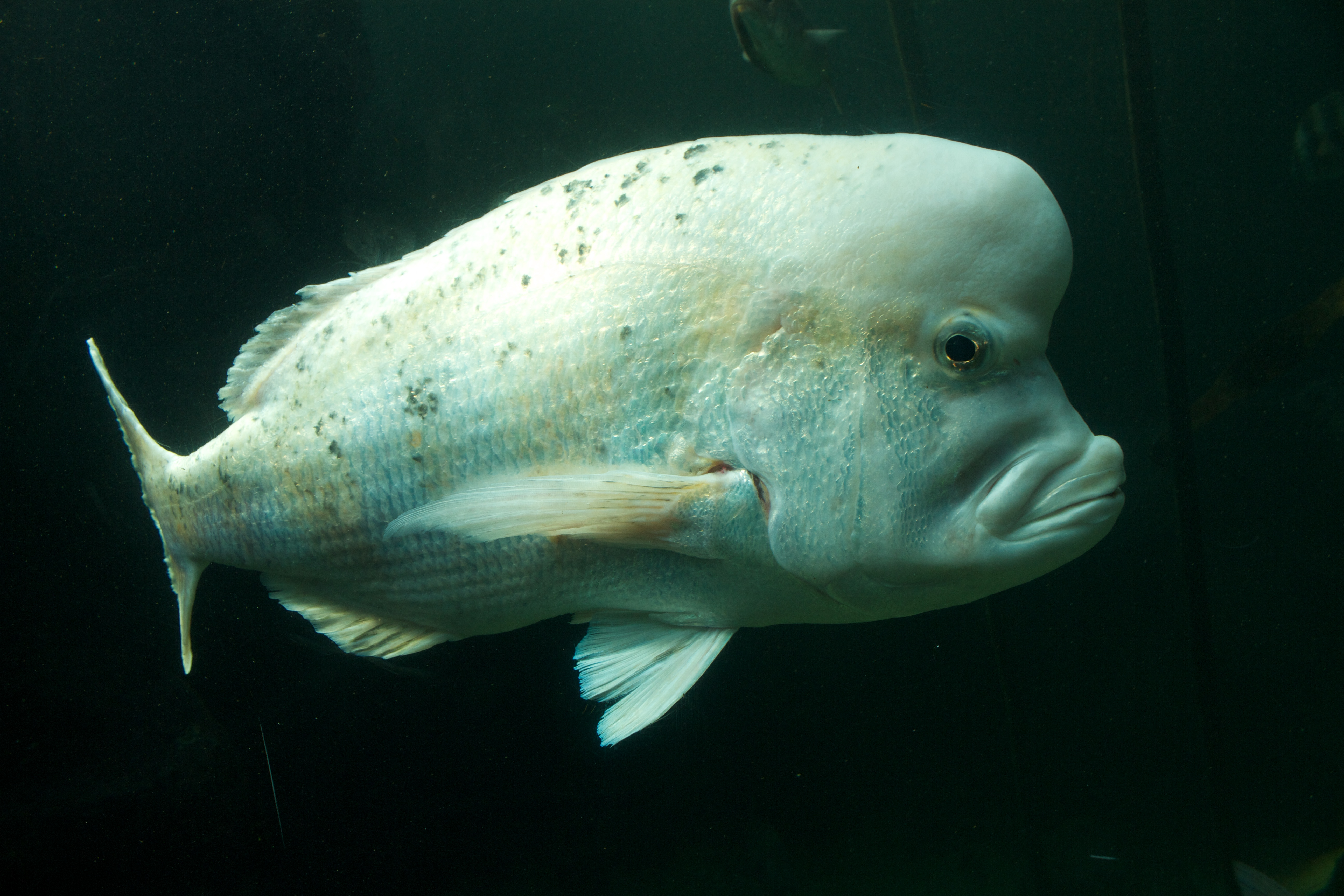
Chrysoblephus gibbiceps